# Capilla de Morales
Capilla de Morales är en ort i Mexiko.   Den ligger i kommunen Pénjamo och delstaten Guanajuato, i den centrala delen av landet, 300 km väster om huvudstaden Mexico City. Capilla de Morales ligger 1 689 meter över havet och antalet invånare är 317.
Terrängen runt Capilla de Morales är platt österut, men västerut är den kuperad. Runt Capilla de Morales är det ganska tätbefolkat, med 104 invånare per kvadratkilometer. Närmaste större samhälle är La Piedad Cavadas, 5,7 km söder om Capilla de Morales. Trakten runt Capilla de Morales består till största delen av jordbruksmark.